# Oswald Zappelli
Oswald Zappelli, född 27 oktober 1913 i Lausanne, död 3 april 1968 i Lausanne, var en schweizisk fäktare.
Zappelli blev olympisk silvermedaljör i värja vid sommarspelen 1948 i London.